# Stiftung Mercator
Die Stiftung Mercator GmbH ist eine gemeinnützige und private deutsche Stiftung. Sie ist nach dem Kartographen, Mathematiker und Theologen Gerhard Mercator (1512–1594) benannt, der aus Flandern stammte und ab 1559 als Professor für Kosmographie, Geometrie und Mathematik in Duisburg wirkte. Die Stifterfamilie Schmidt hat 1996 die gemeinnützige Stiftung Mercator GmbH, Essen, und dann im Jahre 1998, die gemeinnützige Stiftung Mercator Schweiz, Zürich, gegründet und mit finanziellen Mitteln aus ihrem Vermögen ausgestattet. Aus weiteren Vermögenswerten, welche auf die gemeinnützige Meridian Stiftung und die von ihr gegründete, gemeinnützige Cambiata Stiftung, Zürich, übertragen wurden, werden die beiden Stiftungen laufend mit Geldern in Form von Spenden gefördert. Die gemeinnützige Meridian Stiftung ist alleinige Gesellschafterin der Stiftung Mercator GmbH, Essen. Die Stiftung ist sowohl national als auch international tätig; weitere Standorte befinden sich in Berlin, Istanbul und Peking. Seit ihrer Gründung im Jahre 1996 wurden insgesamt 2160 Projekte (Stand Ende 2024) mit über 1,02 Milliarden Euro gefördert, 108 neue Projekte mit rund 58,5 Millionen Euro (inklusive Nachbewilligungen) allein davon im Jahr 2024.
Für die Stiftung Mercator ist die Stärkung der Demokratie ein Leitmotiv, das ihre vier Themenfelder verbindet:
– Digitalisierte Gesellschaft
– Europa in der Welt
– Klimaschutz
– Teilhabe und Zusammenhalt
Welche Projekte die Stiftung unterstützt, wird im Online Magazin AufRuhr dargestellt und transparent gemacht. Hier erzählt die Stiftung Mercator, was Menschen in ihren Projekten bewegt, was sie antreibt und was sie umtreibt.

## Ziele
Die Stiftung Mercator ist vor allem fördernd tätig. Die Stiftung verfolgt Ziele, die in einer auf fünf Jahre angelegten Strategie definiert werden. Für den Zeitraum bis Ende 2025 fokussiert sich die Stiftung Mercator auf die Themenbereiche Digitalisierte Gesellschaft, Europa in der Welt, Klimaschutz sowie Teilhabe und Zusammenhalt. In allen Themen spielen Fragen der Transformation des gesellschaftlichen Zusammenhalts, der Zukunft der Demokratie und eines funktionierenden Multilateralismus eine wichtige Rolle. Dabei strebt sie mit ihrer Arbeit eine Gesellschaft an, die sich durch Weltoffenheit, Solidarität und Chancengleichheit auszeichnet.

## Aktivitäten
Eine Datenbank mit allen Bewilligungen und Finanzinformationen listet die Stiftung seit Anfang 2008 auf ihrer Website und in ihren Jahresberichten.
Das Mercator Kolleg für internationale Aufgaben ist ein Projekt der Stiftung Mercator sowie der Studienstiftung des deutschen Volkes, in Kooperation mit dem Auswärtigen Amt sowie der Schweizerischen Studienstiftung und der Stiftung Mercator Schweiz in Kooperation mit dem Eidgenössischen Departement für auswärtige Angelegenheiten. Das Kolleg fördert jedes Jahr 20 deutschsprachige Hochschulabsolventen und junge Berufstätige zur Förderung und Qualifizierung von Nachwuchskräften, die einen Berufseinstieg im internationalen Kontext anstreben.
Eine weitere von der Stiftung Mercator unterstütze Initiative ist die "meet! – Mercator Europa Tour", die jungen Menschen eine vollfinanzierte Möglichkeit bietet, Europa und die internationale Zusammenarbeit kennenzulernen. Dabei handelt es sich um eine Bildungs- und Austauschreise, die das Ziel verfolgt, den Teilnehmenden Einblicke in die politische, kulturelle und gesellschaftliche Vielfalt Europas zu ermöglichen, ihre Fremdsprachenkompetenzen zu fördern und interkulturelle Kompetenzen zu stärken. Die Tour richtet sich vor allem an Jugendliche und junge Erwachsene, die ihre ersten internationalen Schritte machen möchten.
Um gesellschaftliche Prozesse und Diskussionen wirksam mitgestalten zu können, sind für die Stiftung Mercator Expertise, eine gute Vernetzung und professionelle Kommunikation erforderlich. Durch die Gründung thematisch fokussierter Tochtergesellschaften baut sie institutionelles Wissen in Feldern auf, die in ihrer Strategie als relevant identifiziert werden. Die Tochtergesellschaften arbeiten selbstständig und flexibel, können dabei aber auf die Erfahrungen der Stiftung Mercator und gegebenenfalls weiterer Gesellschafter zurückgreifen. Folgende Tochtergesellschaften unterstützt die Stiftung derzeit:
- Agora Digitale Transformation
- Agora Verkehrswende
- Bildungsnetzwerk China
- Clean Energy Wire
- Deutsch-Türkische Jugendbrücke
- Merics – Mercator Institute for China Studies
-RuhrFutur
Zudem gründete die Stiftung Mercator im Jahre 2008 zusammen mit der VolkswagenStiftung und sechs weiteren Stiftungen den Sachverständigenrat deutscher Stiftungen für Integration und Migration (SVR), der die Migration und Integration in Deutschland untersucht. Der SVR wurde im Januar 2021 in den Sachverständigenrat für Integration und Migration umgewandelt und erhält seitdem ausschließlich eine institutionelle Förderung durch den Bund.
Im Jahr 2010 gründete die Stiftung Mercator das Mercator Research Center Ruhr (MERCUR). MERCUR ist eine Einrichtung der Stiftung Mercator und der in der Universitätsallianz Ruhr zusammengeschlossenen Ruhr-Universität Bochum, Technischen Universität Dortmund und Universität Duisburg-Essen. Mit verschiedenen Förderprogrammen für gemeinsame Vorhaben der drei Universitäten vor allem in der Forschung unterstützt MERCUR die strategische Zusammenarbeit in der Universitätsallianz Ruhr. Ziel von MERCUR ist es, durch die Initiierung und Unterstützung von Kooperationen die Wissenschaftsregion Ruhr noch erfolgreicher zu machen. MERCUR ist das bislang größte Projekt privater Wissenschaftsförderung im Ruhrgebiet.   
Im Jahr 2012 wurde von der Stiftung Mercator die Denkfabrik Agora Energiewende initiiert, die auch von der European Climate Foundation unterstützt wird. Agora Energiewende versteht sich als energiepolitisches Denklabor und will durch Studien, Expertisen, Workshops und ähnliche Initiativen der Energiewende den Weg bereiten. Zum Jahreswechsel 2020/21 hat die Stiftung Mercator ihre Gesellschafteranteile an der Agora Energiewende an das aktive Management des Thinktanks übertragen.
Ebenfalls 2012 gründete die Stiftung Mercator gemeinsam mit dem Potsdam-Institut für Klimafolgenforschung (PIK) das Mercator Research Institute on Global Commons and Climate Change (MCC). Das Institut in der Rechtsform einer gGmbH befasst sich mit der Frage, wie wichtige Naturressourcen gleichzeitig genutzt und geschützt werden können. Direktor ist seitdem Ottmar Edenhofer. Nachdem die Stiftung Mercator über einen Zeitraum von insgesamt zwölf Jahren bis Ende 2024 die Grundfinanzierung des MCC übernommen hat, wurde es Anfang 2025 in das Potsdam-Instituts für Klimafolgenforschung (PIK) integriert.
Die Stiftung Mercator gründete 2013 die Denkfabrik Mercator Institute for China Studies (Merics), ein „Institut der gegenwartsbezogenen und praxisorientierten China-Forschung“ in der Rechtsform einer Gemeinnützigen GmbH.
2016 wurde zudem die Agora Verkehrswende gegründet, deren Gesellschafter ebenfalls aus der Stiftung Mercator und der European Climate Foundation (ECF) bestehen. Das Projekt strebt die Schaffung einer kohlenstofffreien Verkehrswirtschaft an und wurde bis Ende 2018 durch die Gesellschafter mit 5 Millionen Euro finanziert. In der zweiten Förderphase wurden über fünf Jahre 9 Millionen Euro investiert. Zwischen 2024 und 2029 finanziert die Stiftung Mercator die Arbeit der Agora Verkehrswende mit weiteren 7,5 Millionen Euro.
2022 gründete die Stiftung Mercator den Think Tank Agora Digitale Transformation. Der gemeinnützige Thinktank will dazu beitragen Digitalisierung entlang demokratischer Werte und zum Nutzen der Gesellschaft zu gestalten und der Digitalpolitik mit wissenschaftlich fundierten und zugleich praxisnahen Analysen dringend benötigte Impulse zu geben. Zum 1. Januar 2023 übernahm Stefan Heumann die Geschäftsführung der von der Stiftung Mercator gegründeten Agora Digitale Transformation gGmbH (ADT). Sie fördert den Aufbau der Agora in den kommenden fünf Jahren mit zunächst rund 8,6 Millionen Euro.